# 3679 Condruses
3679 Condruses је астероид главног астероидног појаса чија средња удаљеност од Сунца износи 2,196 астрономских јединица (АЈ).
Апсолутна магнитуда астероида је 13,6.